# 何東

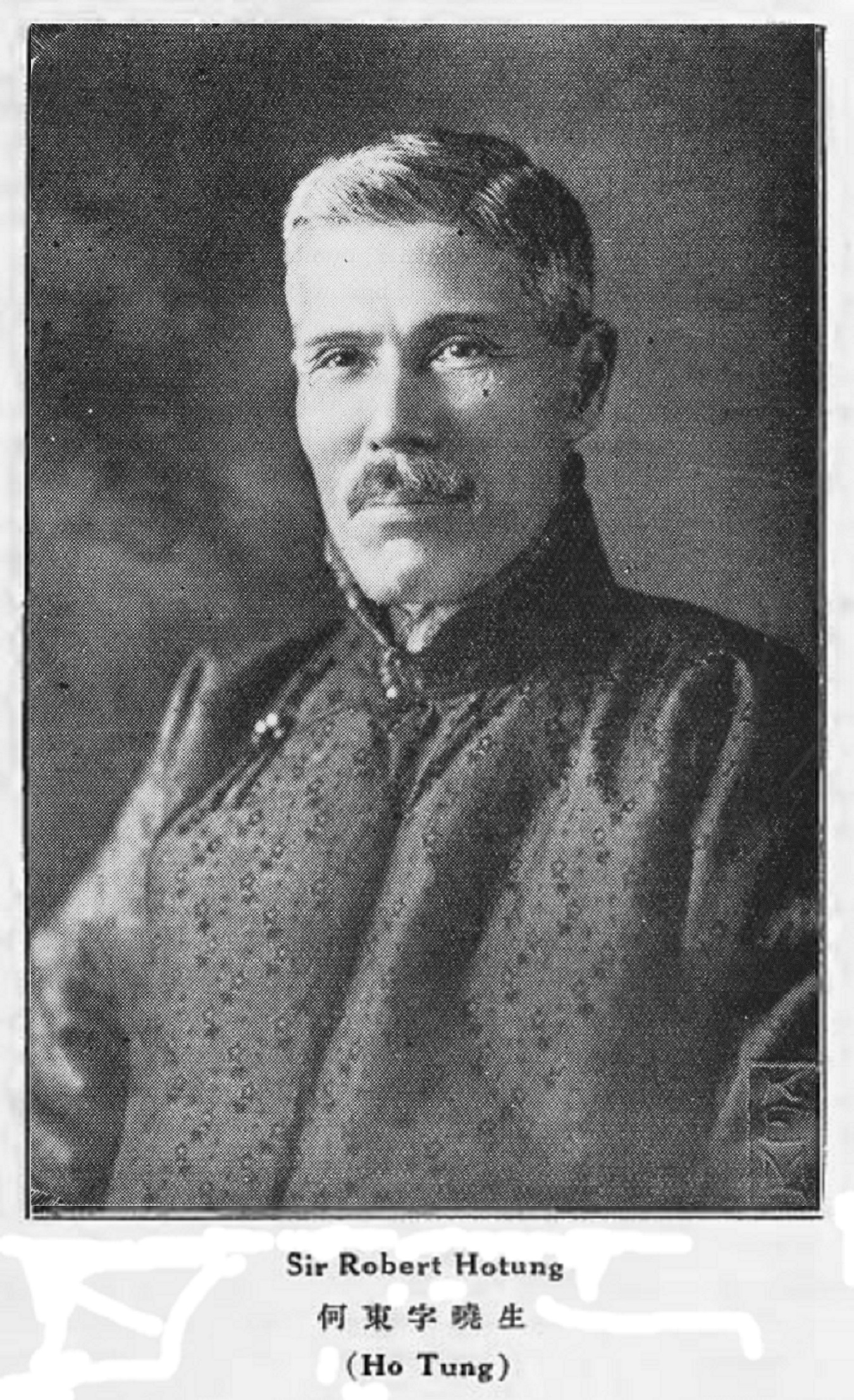
何東（Who's Who in China 3rd ed.,1925)

何 東（か とう、英語: Robert Hotung、1862年12月22日 - 1956年4月26日）。日本語ではホートンと発音される。本名は何啓東，字は曉生。香港の名門「何東一族」の始祖。ジャーディン・マセソン商会総買弁を務めた後に独立、著名な実業家となる。慈善家としても有名になったが、アヘン取引にも関わり、今日なお批判もある。

## 生涯

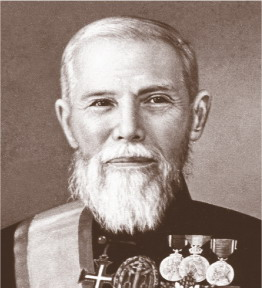
晩年期の何東

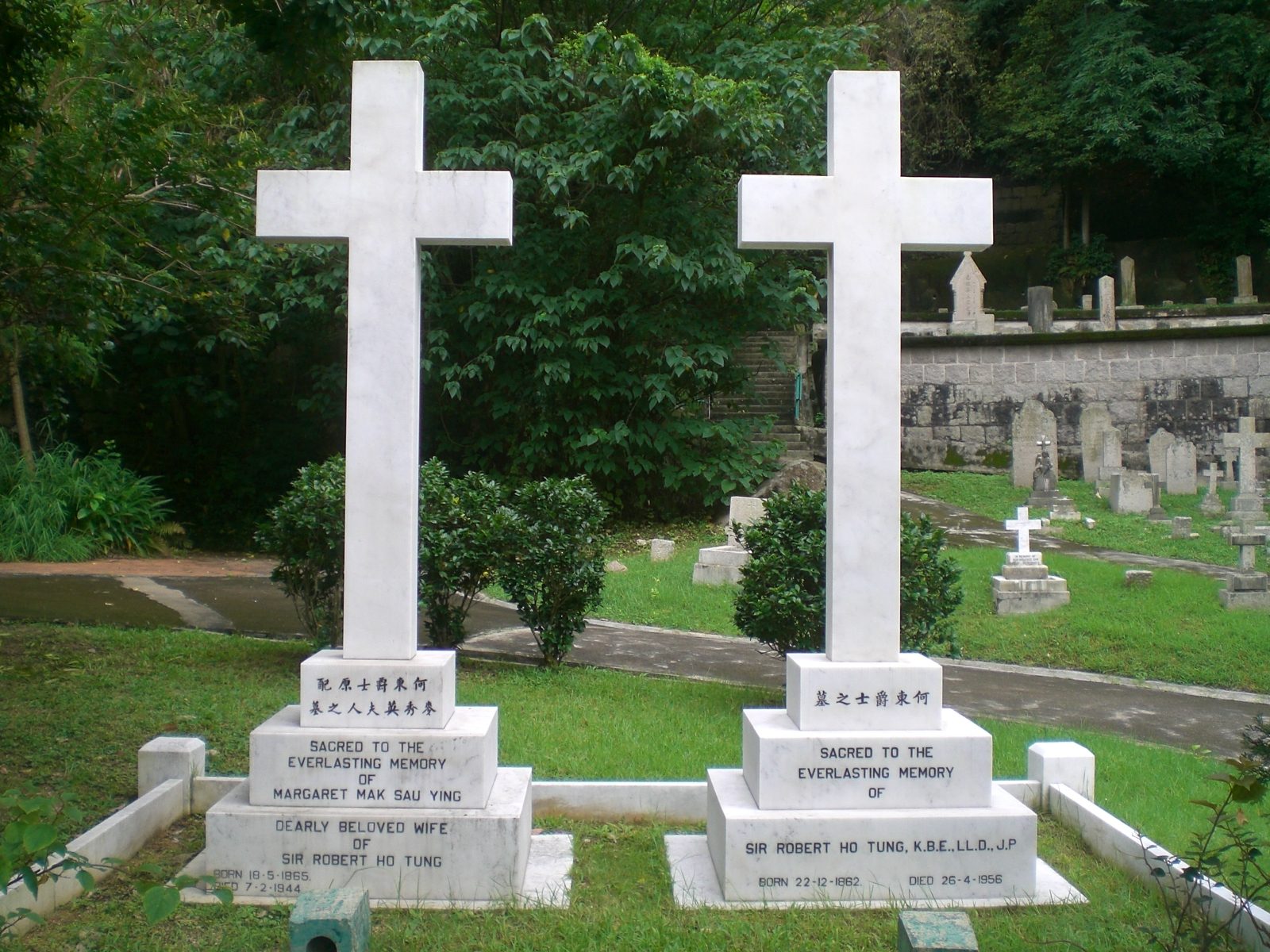
何東夫婦の墓

ユダヤ人の血を引くオランダ系イギリス人の父と香港人の母から生まれる。両親は正式な結婚でなく、父は事業の失敗後に蒸発してしまう。以後、母ひとりで何東たちを育てる。幼年期に私塾に通い、その後、名門である中央書院（今の皇仁書院）に進学し、1878年に優秀な成績で卒業した。
卒業後は貿易商社の「広東海関」に入社し、人脈づくりとヨーロッパとの貿易業務を担当した。1881年に辞職後、ジャーディン・マセソン商会に入社し、貿易業務と翻訳業務を担当する。業績が認められて、すぐに総買弁に抜擢される。1883年からはジャーディン・マセソン商会の買弁と同時に、設立したばかりの「香港火燭保険公司」と「広東保険公司」の総買弁も任される。さらに、自社の「何東公司」（Ho Tung & Company）も設立し、砂糖の売買を手がける。
弟の何福と何甘棠もジャーディン・マセソン商会に買弁として入社させ、自身は1894年にジャーディン・マセソン商会中国総経理に就任する。1900年に健康上の理由から辞職し、何福が後を継いだ。
ジャーディン・マセソン商会を辞職した後は、自身の商売に心血を注いだ。貿易業務以外にも運送業や不動産業にも進出した。また、1928年前後に経営難に陥っていた『工商日報』に資金提供し、経営再建に成功している。香港以外でも上海、青島、東北地方、マカオなどにも巨額の投資を行った。莫大な富を築く。
1922年、香港海員大罷工が発生した際は、その調停に奔走した。
晩年はキリスト教に入信した。また、50万ドルで信託慈善基金を設立。当時、香港最大の慈善家となり、貧困層救済に尽力した。「香港大老」と呼ばれた。死後は、妻と同じ墓地に埋葬された。

## 主な栄誉、勲章
- JP（イギリス、1899年）
- ナイト（英ジョージ5世、1915年）
- 一等大綬嘉禾章（中国、1922年）
- ナイト（ポルトガル、1925年）
- レジオンドヌール勲章（フランス、1932年）
- 赤十字勳章（ドイツ、1932年）
- ナイト（イタリア、1933年）
- KBE（イギリス、1955年）

## 何東一族
何東一族は、英領香港時代における四大一族のひとつ。
妻
正室、側室1人、妾1人
子女
異母兄弟13人
兄弟
何啓福（何福）、何啓棠（何甘棠）ら7人
子孫
- スタンレー・ホー（マカオのカジノ王、弟・何福の孫）
- ブルース・リー（俳優、弟・何甘棠の孫）

ほか多数の重要人物がいる